# جيوليانا رانسيك
جيوليانا رانسيك شخصية تلفزيونية معروفة وصحفية أمريكية-إيطالية، ولدت عام 1974 في السابع من أغسطس.
بداية حياتها
ولدت جيوليانا رانسيك في مدينة نابولي في إيطاليا وانتقلت مع عائلتها وهي صغيرة إلى بيثيسدا ميريلاند في الولايات المتحدة الأمريكية، كان والدها إدواردو ديبندي خياطاً محترفاً ويملك هو وعائلته محل ديبندي للملابس الرجالية الراقية في تشيفي تشيس ميريلاند، ولدى جيوليانا أخت تدعى مونيكا وأخ مغني أوبرا، وتقول بأنها تعلمت الأنجليزية من خلال مشاهدتها لقنوات الأخبار لساعات طويلة، كما أنها كانت تحلم بأن تكون مذيعة منذ أن كانت في المرحلة الابتدائية، وتخرجت من مدرسة باربيزون لعرض الأزياء والتمثيل.
بعد تخرجها من الثانوية العامة حصلت جيوليانا على بكالوريوس في الصحافة من جامعة ميريلاند، ودرجة الماجستير من الجامعة الأمريكية في واشنطن، وقد قدمت جيوليانا العديد من البرامج السياسية والفنية.
حياتها العملية
جيوليانا حالياً مذيعة مشاركة في برنامج E! News البرنامج الرئيسي للأخبار الترفيهية في قناة قناة E! وقد ارتفعت مشاهدة هذا البرنامج بعد مشاركتها فيه من عام 2005 إلى 50٪، وأيضاً هي مستضيفة مشاركة في برنامج FAshion Police على نفس القناة، وبالإضافة إلى ذلك فإن جيوليانا تستضيف عدة أحداث من السجادة الحمراء السجادة الحمراء للجوائز، ويعرض لها برنامج واقعي مع زوجها بيل رانسيك على قناة E!, وكذلك شاركت في مشاهد قصيرة من الفيلمين Bring it On وFight To The Finish، وحصلت جيوليانا على جائزة جائزة إيمي داي تايم ‏ عام 2014 لأكثر جماهرية بسبب متابعينها الأكثر من 6 ملايين الذين صوتوا لها لتفوز بهذه الجائزة.
حياتها الشخصية
أعلنت جيوليانا وزوجها بيل رانسيك عن خطوبتهما في الخامس عشر من ديسمبر من العام 2006، وتزوجا في الأول من سبتمبر من العام 2007 في كنيسة في اناكابري في إيطاليا، شارك الزوجان عدم قدرتهما على الإنجاب في برنانجهما الواقعي، حيث بدأت محاولاتهما من بداية عام 2009. ومن ثمّ لجآ إلى محاولة طفل أنابيب في مارس 2010، حملت جيوليانا في الربيع من نفس العام، ولكنها أجهضته في الأسبوع التاسع، عاودت المحاولة للمرة الثانية لكن النتيجة ظهرت سلبية، وعندما قرر الزوجان القيام بالعملية للمرة الثالثة طلب الدكتور من جيوليانا أشعة ماموجرام حيث اكتشفت أنها مصابة بسرطان الثدي، أعلنت جيوليانا إصابتها بمرحلة مبكرة بهذا المرض في مقابلة لها في السابع عشر من أكتوبر عام 2011، وقالت بأنها ستسأصل الورم ومن ثمّ ستخضع للإشعاع، خضعت للعملية في وسط أكتوبر ثم عادت لعملها بعد أسبوع واحد! وفي الخامس من ديسمبر أفصحت جيوليانا بقرار استئصالها لثدييها.
بالرغم من حالتها إلا أن الزوجين ظلَّا متحمسين لإنجاب طفل، فلجأوا إلى امرأة تحمل بويضتها الملقحة، وبعدها أعلنوا عن توقعهما بإنجاب طفل في نهاية صيف 2012، وفعلاً ولد إدوارد دوك رانسيك في أغسطس في دنفر كولورادو.

## روابط خارجية
- جيوليانا رانسيك على موقع IMDb (الإنجليزية)
- جيوليانا رانسيك على موقع ميوزك برينز (الإنجليزية)
- جيوليانا رانسيك على موقع إن إن دي بي (الإنجليزية)
- جيوليانا رانسيك على موقع قاعدة بيانات الفيلم (الإنجليزية)